# Чезаре Дзаватини
Чезаре Дзаватини (на италиански: Cesare Zavattini) е италиански журналист, писател и сценарист.

## Биография и творчество
Роден е на 20 септември 1902 г. в Лузара, област Емилия Романа в Италия.
Като журналист пише статии, посветени на изкуството, в частност – на киното. Известно време е и редактор на списание „Cinema Illustration“. Привлича вниманието на критиката с книгите си „Да поговорим малко за мен“, „Бедните са луди“ и др., с които се нарежда сред италианските писатели хумористи.
Навлиза в света на киното като автор на кратки сюжети, но впоследствие се превръща в един от основоположниците на течението „Италиански неореализъм“, създавайки литературните сценарии за филми на Виторио де Сика.
Първата му по-значителна творба се появява в сътрудничество с режисьора Марио Камерини за филма му „Ще дам един милион“. Истинското му признание от критиката идва през 1942 г. с появата на филма на Блазети „Четири стъпки между облаците“, а през 1943 г. Виторио де Сика създава филма си „Децата ни гледат“, също по сценарий на Дзаватини. Италианската кинокритика определя тези филми като „прелюдия към неореализма“.
В произведенията си Чезаре Дзаватини обрисува живота на обикновения човек с неговите ежедневни грижи, обикновените му занимания в обичайната обстановка, неговите терзания, страсти, падения и мечти.
Това е и основата, върху която се появяват и сценариите на христоматийни филми като „Крадци на велосипеди“, „Шуша“, „Чудото в Милано“, „Умберто Д.“ на режисьора Виторио Де Сика, смятан от световната кинокритика за един от основоположниците на Италианския неореализъм („Neorealismo“, 1943 – 1955 г.), заедно с колоси на италианското кино като Фелини, Висконти и Роселини.
Чезаре Дзаватини е автор на повече от петдесет сценария. По негови сюжети са създадени и множество филми анкети на различни режисьори: „Любовта в града“, „Жени сме“, „Италианките и любовта“, „Тайните на Рим“.
Умира в Рим на 13 октомври 1989 г.

## Идеи
Ето няколко изречения от интервюта на този автор, споменати пред журналисти от вестници, списания и телевизии, определящи го като теоретик и популяризатор на неореализма:
„Изпълнители трябва да бъдат хората, които са преживели онова, за което се разказва във филма“.
„Вие бихте желали едно кино, в което слънцето, небето, морето и хората да се развяват на вятъра, колкото е възможно повече, като знамена. Едно оптимистично кино, както вие го наричате. Вие всъщност искате да минавате за оптимисти. Другото кино вие го наричате песимистично, защото извежда на сцената народа, а народът има това неприятно за вас свойство да мисли за такива прозаични необходимости като земя, изоставяне на влажни жилища и тъмни работилници. Пред един влак двамина се разделят, изглежда като че ли завинаги. Нищо подобно – единият се качва във вагона първа класа, а другият – в трета. Тоя народ който придобива все по-голямо съзнание за участието си в историята на страната, чука на вратите на театъра, на литературата, на живописта, а в киното намира своя най-естествен прием и може би в него ще намери и своя най-епичен израз“.
„Италианското кино ще умре за няколко години, ако вие му отнемете този пропагандист – народа. Вие ще бъдете неговите гробокопачи. И от този ден ние ще изнасяме само портокали. Искам да кажа единствено, че ако му се отнемат основните му мотиви, италианското кино ще се интересува само от онези хора, които биха се радвали на една космополитична кинематография“.
„Очевидно е, че за неореализма актьорът, разбиран като човек, който дава на разположение своята физика за изобразяване на други хора, вече губи смисъл, така както и измисления сюжет“.
„Неореализмът – както го разбирам аз – изисква всеки да бъде актьор на самия себе си. Желанието да се накара един човек да играе на мястото на другиго издава вече преднамерена история. А нашето усилие е да покажем неща, които сме видели, а не приказки“.